# Abbywinters.com
Abbywinters.com (eller helt enkelt Abby Winters) är en pornografisk webbplats med bilder och filmer på kvinnliga nakenmodeller. Modellerna på Abby Winters är alla amatörer. Webbplatsen lanserades år 2000 och fungerar som en betalsajt. Abbywinters.com är en av de 10 000 mest besökta sajterna i världen, och hade 2008 omkring 30 000 betalande medlemmar.
Abby Winters uppstod som en australiensisk webbplats med australiska deltagare och anställda, och fram till 2010 var sajten baserad där. Därefter flyttade Abby Winters till Amsterdam och blandar sitt omfattande australiensiska material med nytt material som tillkommit efter flytten till Europa. Förutom bilder och videor av erotisk karaktär, har sajten gjort sig känd för gruppbilder på nakna kvinnor som utövar yoga, tvättar bilar och campar i naturen. Till skillnad från många andra porrsajter använder Abbywinters "naturliga" modeller med könshår och utan bröstförstoring. Trots sitt australiensiska ursprung är 65% av sajtens betalande medlemmar från USA.
År 2010 skiftade det politiska klimatet i Australien i frågan om pornografi, varpå bolaget flyttade till Nederländerna. En tid innan flytten hade bolaget omlokaliserat sina servrar till USA och Nederländerna.